# プロ人事
株式会社プロ人事は、採用代行、スカウト代行、採用コンサルティングを手掛ける人材総合サービス会社。

## 概要
サービスエリアは全国各地である。